# Palacio (Arenas de Iguña)
Palacio es una localidad española del municipio de Arenas de Iguña, perteneciente a la comunidad autónoma de Cantabria. 

## Geografía
La localidad está a una distancia de 1,5 kilómetros de la capital municipal, Arenas de Iguña, y está ubicada a 205 m s. n. m.

## Historia
Hacia mediados del siglo XIX, era referido como un pueblo por entonces perteneciente al municipio de Riovaldeiguña.
En la actualidad, pertenece al municipio de Arenas de Iguña. En 2024, la entidad singular de población de Palacio tenía empadronados 34 habitantes, todos ellos en el núcleo de población de ese nombre.